# Присоја (Андријевица)
Присоја је насеље у општини Андријевица у Црној Гори. Према попису из 2003. било је 348 становника (према попису из 1991. било је 384 становника).

## Демографија
У насељу Присоја живи 265 пунолетних становника, а просечна старост становништва износи 36,4 година (34,1 код мушкараца и 38,9 код жена). У насељу има 91 домаћинство, а просечан број чланова по домаћинству је 3,82.
Етнички састав становништва је мешовит, а у последњим пописима се бележи блажи пад броја становника.
|  |

| Демографија | Демографија | Демографија |
| Година      | Становника  | Становника  |
| ----------- | ----------- | ----------- |
|             |             |             |
|             |             |             |
|             |             |             |
|             |             |             |
| 1948.       | 442         |             |
| 1953.       | 466         |             |
| 1961.       | 494         |             |
| 1971.       | 393         |             |
| 1981.       | 385         |             |
| 1991.       | 384         | 384         |
| 2003.       | 387         | 348         |
|             |             |             |

| Етнички састав према попису из 2003.‍ | Етнички састав према попису из 2003.‍ | Етнички састав према попису из 2003.‍ | Етнички састав према попису из 2003.‍ | Етнички састав према попису из 2003.‍ |
| ------------------------------------ | ------------------------------------ | ------------------------------------ | ------------------------------------ | ------------------------------------ |
|                                      |                                      |                                      |                                      |                                      |
| Црногорци                            | Црногорци                            |                                      | 169                                  | 48,56%                               |
| Срби                                 | Срби                                 |                                      | 162                                  | 46,55%                               |
| непознато                            | непознато                            |                                      | 9                                    | 2,58%                                |

| Година пописа     | 1948. | 1953. | 1961. | 1971. | 1981. | 1991. | 2003. |
| ----------------- | ----- | ----- | ----- | ----- | ----- | ----- | ----- |
| Број домаћинстава | 98    | 109   | 114   | 80    | 87    | 116   | 92    |

| Број чланова      | 1  | 2  | 3  | 4  | 5  | 6  | 7  | 8 | 9 | 10 и више | Просек |
| ----------------- | -- | -- | -- | -- | -- | -- | -- | - | - | --------- | ------ |
| Број домаћинстава | 91 | 12 | 11 | 16 | 23 | 12 | 10 | 3 | 3 | 1         | 0      |

| Пол    | Укупно | Неожењен/Неудата | Ожењен/Удата | Удовац/Удовица | Разведен/Разведена | Непознато |
| ------ | ------ | ---------------- | ------------ | -------------- | ------------------ | --------- |
| Мушки  | 146    | 66               | 72           | 2              | 0                  | 6         |
| Женски | 130    | 25               | 72           | 26             | 5                  | 2         |
| УКУПНО | 276    | 91               | 144          | 28             | 5                  | 8         |

| Пол    | Укупно                    | Пољопривреда, лов и шумарство | Рибарство                            | Вађење руде и камена | Прерађивачка индустрија       |
| ------ | ------------------------- | ----------------------------- | ------------------------------------ | -------------------- | ----------------------------- |
| Мушки  | 64                        | 11                            | 0                                    | 0                    | 19                            |
| Женски | 26                        | 2                             | 0                                    | 0                    | 9                             |
| УКУПНО | 90                        | 13                            | 0                                    | 0                    | 28                            |
| Пол    | Производња и снабдевање   | Грађевинарство                | Трговина                             | Хотели и ресторани   | Саобраћај, складиштење и везе |
| Мушки  | 0                         | 2                             | 4                                    | 9                    | 1                             |
| Женски | 0                         | 0                             | 3                                    | 2                    | 1                             |
| УКУПНО | 0                         | 2                             | 7                                    | 11                   | 2                             |
| Пол    | Финансијско посредовање   | Некретнине                    | Државна управа и одбрана             | Образовање           | Здравствени и социјални рад   |
| Мушки  | 0                         | 0                             | 10                                   | 5                    | 1                             |
| Женски | 0                         | 0                             | 0                                    | 5                    | 3                             |
| УКУПНО | 0                         | 0                             | 10                                   | 10                   | 4                             |
| Пол    | Остале услужне активности | Приватна домаћинства          | Екстериторијалне организације и тела | Непознато            | Непознато                     |
| Мушки  | 0                         | 0                             | 0                                    | 2                    | 2                             |
| Женски | 0                         | 0                             | 0                                    | 1                    | 1                             |
| УКУПНО | 0                         | 0                             | 0                                    | 3                    | 3                             |

## Знамените личности
- Љубомир Вуксановић.